# 莫邪山
莫邪山是安徽省定远县，凤阳县交界处的一座山。北魏郦道元在《水经注·淮水》条中记载:淮水自莫邪山，东北径马头城北，魏马头郡治也，故当涂县之故城也。